# Sabin Bornei
Sabin Marius Bornei (ur. 5 stycznia 1975) –  rumuński bokser, olimpijczyk.

## Kariera amatorska
W marcu 1996 r., Bornei zdobył brązowy medal na mistrzostwach Europy w Vejle. W półfinale pokonał go Bułgar Danieł Petrow.
W lipcu 1996 r. reprezentował Rumunię na igrzyskach olimpijskich w Atlancie, rywalizując w kategorii papierowej. Rywalem Meksykanina w pierwszej walce był José Pérez. Bornei pokonał Dominikańczyka na punkty 16:10, awansując do 1/8 finału. W 1/8 zmierzył się z Somrotem Kamsingiem, z którym przegrał 7:18.

## Kariera zawodowa
Na zawodowym ringu był aktywny od 2002 do 2005 r. Na zawodowym ringu walczył z m.in. Josephem Agbeko, z którym przegrał przed czasem. Na dziesięć walk zawodowych odniósł tylko jedno zwycięstwo.